# Români, Neamț
Romani là một xã thuộc hạt Neamț, România. Dân số thời điểm năm 2002 là 4653 người.